# Tedj Bensaoula
Tedj Bensaoula (in arabo تاج بن سحاولة‎?; Hammam Bou Hadjar, 1º dicembre 1954) è un allenatore di calcio ed ex calciatore algerino, di ruolo attaccante.

## Palmarès

### Club
- Coppa d'Algeria: 1

MC Oran: 1974-1975
- Campionato francese di seconda divisione: 1

Le Havre: 1984-1985